# 최은석 (1967년)
최은석(崔殷碩, 1967년 6월 7일~)은 대한민국의 기업인 출신 정치인이다. 제22대 국회의원이다.
CJ제일제당의 대표이사를 지냈다. 제22대 국회의원 선거를 앞두고 국민의힘의 국민추천제를 통해서 동구·군위군 갑 선거구에 공천되었다. 본 선거 결과 74.48%의 득표율을 기록하면서 당선되었다.

## 학력
- 대구동도국민학교 졸업
- 덕원중학교 졸업
- 구미고등학교 졸업
- 서울대학교 경영대학 경영학 학사
- 서울대학교 경영대학원 경영학 석사

## 경력
- 공인회계사시험 합격
- 1989 S-OIL 경영기획
- 1992~1996 삼일회계법인 공인회계사
- 1996 (주)성담 재무담당 상무
- 2004~2009 CJ 사업2팀장
- 2009~2011 CJ GLS 경영지원실장
- 2015. 12. CJ대한통운 경영지원총괄
- 2017 CJ 전략1실 실장
- 2017 CJ 경영전략총괄
- 2020. 12.~2024. 3. CJ제일제당 대표이사 겸 식품사업부문 대표이사
- 2024. 4. 10. 대한민국 제22대 국회의원 선거 당선(대구 동구·군위군 갑, 국민의힘, 초선)
- 2024. 5.~ 제22대 국회의원(대구 동구·군위군 갑, 국민의힘, 초선)
  - 2024. 6.~ 제2기 국회지역균형발전포럼 연구위원
  - 2024. 6.~ 제22대 국회 전반기 기획재정위원회 위원
    - 제22대 국회 전반기 기획재정위원회 조세소위원회 위원
    - 제22대 국회 전반기 기획재정위원회 청원심사소위원회 위원

  - 2024. 7.~ 22대 국회 전반기 정각회 대외협력위원장
  - 국회 글로벌외교안보포럼 구성의원
  - 국가비전2050포럼 구성의원
  - 2024. 7.~2025. 6.: 제22대 국회 전반기 예산결산특별위원회 위원
    - 제22대 국회 전반기 예산결산특별위원회 예산안등조정소위원회 위원
- 2024. 5.~: 국민의힘 대구광역시당 동구·군위군 갑 당원협의회 위원장
- 2024. 6.~2024. 7. 국민의힘 정책위원회 산하 시급한 민생 현안 해결을 위한 재정·세제개편특별위원회 위원
- 2024. 8.~2024. 12. 국민의힘 격차해소특별위원회 위원
- 2024. 9.~: 국민의힘 호남동행 국회의원 발대식 명예의원(광주광역시)
- 2024. 11.~2025. 6. 국민의힘 정책위원회 산하 AI 세계 3대 강국 도약 특별위원회 위원
- 2024. 12.~2025. 6.: 국민의힘 권성동 원내대표 비서실장
- 2025. 1.~2025. 6. 국민의힘 경제활력민생특별위원회 위원
- 2025. 3.~ 국민의힘 산불재난대응 특별위원회 위원
- 2025. 5.~2025. 6.: 제21대 대통령 선거 국민의힘 김문수 대통령 후보 공보수석부단장
- 2025. 5.~2025. 6.: 제21대 대통령 선거 국민의힘 김문수 대통령 후보 직속 김문수 진짜경제팀 실물경제단장
- 2025. 6.~: 국민의힘 원내부대표
- 2025. 7.~ 국민의힘 부동산 시장 안정화 대응 TF 위원
- 2025. 8.~2025. 8. 국민의힘 원내수석대변인 겸 수석대변인

## 역대 선거 결과
| 실시년도 | 선거   | 대수 | 직책     | 선거구              | 정당     | 득표수   | 득표율          | 순위 | 당락 | 비고 |
| -------- | ------ | ---- | -------- | ------------------- | -------- | -------- | --------------- | ---- | ---- | ---- |
| 2024년   | 총선   | 22대 | 국회의원 | 대구 동구·군위군 갑 | 국민의힘 | 68,563표 | \| \| 74.48% \| | 1위  |      | 초선 |
|          | 74.48% |      |          |                     |          |          |                 |      |      |      |

## 소속 정당
| 소속 정당 | 소속 정당 | 소속 기간 | 비고      |
| --------- | --------- | --------- | --------- |
|           | 국민의힘  | 2024~현재 | 정계 입문 |

## 같이 보기
- 군위군의 국회의원
- 대구 동구의 국회의원
- 동구·군위군 갑